# Obchodní pokladna

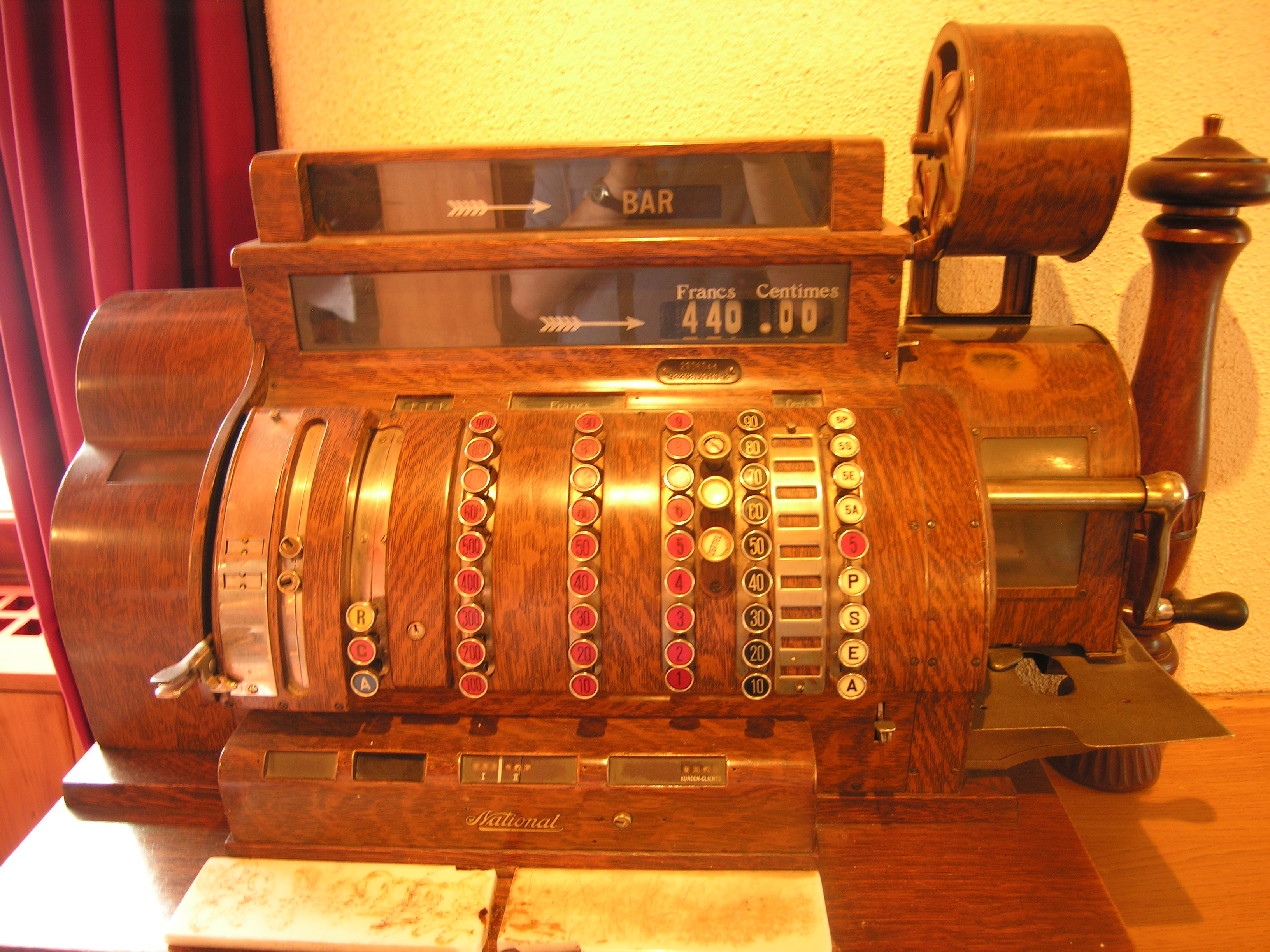
Historická obchodní pokladna s klikou z počátku 20. století

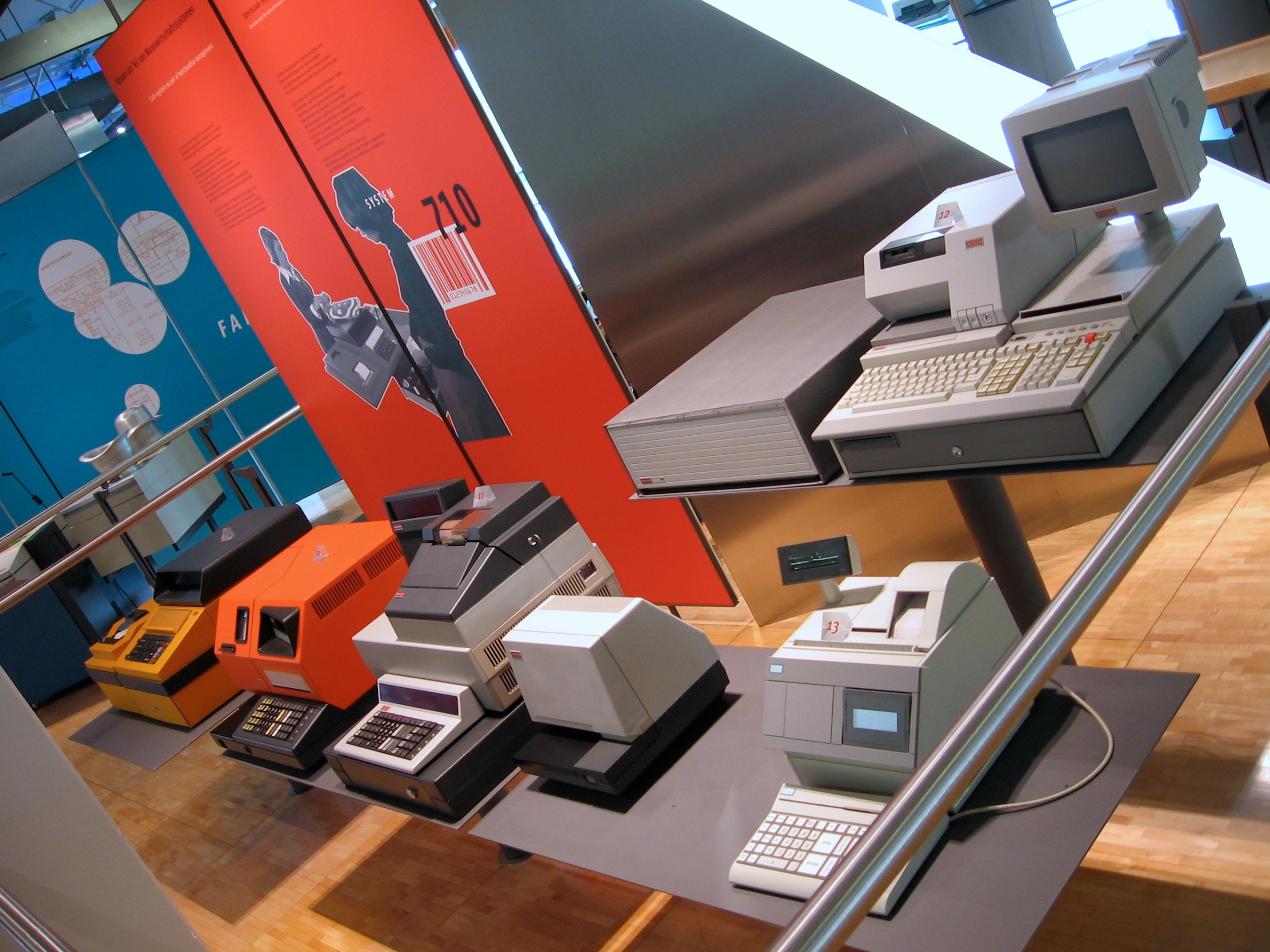
Moderní obchodní pokladny

Obchodní pokladna je přístroj v obchodě, který zpracovává platbu za zboží, příp. služby. Pokladní místa mohou být vybavena jednoduchými mechanickými přístroji, nebo i elektrickými, ale jen o něco složitějšími než je kalkulátor. Existují také počítačové sestavy složené z jednotlivých komponent nebo robustní zařízení, které mají v jedné sestavě zabudovány všechna potřebná zařízení – monitor, zákaznický displej, zásuvku na peníze, tiskárnu atd. Zvláštním druhem pokladen s fiskální pamětí jsou registrační pokladny.
Obchodní pokladna eviduje tržby, rozlišuje různé typy plateb, rozlišuje platby jednotlivými kreditními kartami, jako jsou EC/MC, Visa, MAESTRO a další. Shromažďuje podklady o tržbách v DPH skupinách. Obsluha nemá přístup k modulům ovlivňujícím cenotvorbu – pouze dle oprávnění může poskytovat slevu (například poškozené zboží). Každá operace obsluhy je monitorována a lze ji zpětně zdokumentovat.
Moderní obchodní pokladny umožňují majitelům obchodů a oprávněným pracovníkům sledovat aktuální tržby, rozlišuje různé typy plateb, výkonnost jednotlivých pracovníků. Každá operace může být ukládána a lze ji zpětně zdokumentovat. V návaznosti na skladové hospodářství lze pak získat informace o stavu skladových zásob, provádět inventury bez většího zásahu do plynulosti prodeje, přijímat elektronicky zboží do programu a jednoduše vytvářet všechny běžné doklady spjaté s činností obchodu.
Moderní sítě obchodů využívají pro ukládání dat SQL databáze, které poskytují bezpečné a rychlé úložiště dat s bezproblémovým využití transakčních replikací.

## Pokladní box
Jako pokladní box je označován stůl, u kterého sedí pokladní v obchodě a obsluhuje zákazníky při koupi zboží. Základní dělení pokladních boxů je na boxy s posuvným pásem a bez pásu.